# معهد بيرلا للتكنولوجيا والعلوم، بيلاني – حرم دبي
معهد بيرلا للتكنولوجيا والعلوم، بيلاني - دبي ( BITS Pilani، حرم دبي الجامعي أو BPDC ) هي جامعة بحثية تقنية خاصة وكلية داخل مدينة دبي الأكاديمية العالمية. بدأ الحرم الجامعي الدولي لـ بايتس بيلاني في عام 2000، مما يجعله الحرم الجامعي الثاني الذي تم إنشاؤه (الحرم الجامعي الآخر: بيلاني، جوا، وحيدر أباد). وهي أول جامعة هندية لديها حرم جامعي في الخارج. يدعم المعهد من قبل مجموعة أديتيا بيرلا وهو أحد المعاهد الستة الأولى التي حصلت على لقب المعهد المتميز في عام 2018.
يقدم المعهد، برامج البكالوريوس والدراسات العليا والدكتوراه في مجالات الهندسة وإدارة الأعمال ضمن 10 أقسام أكاديمية. ويلتحق بها حوالي 1400 طالب كل عام، معظمهم من الهند والإمارات العربية المتحدة وعمان وقطر ودول مجلس التعاون الخليجي الأخرى.

## معرض

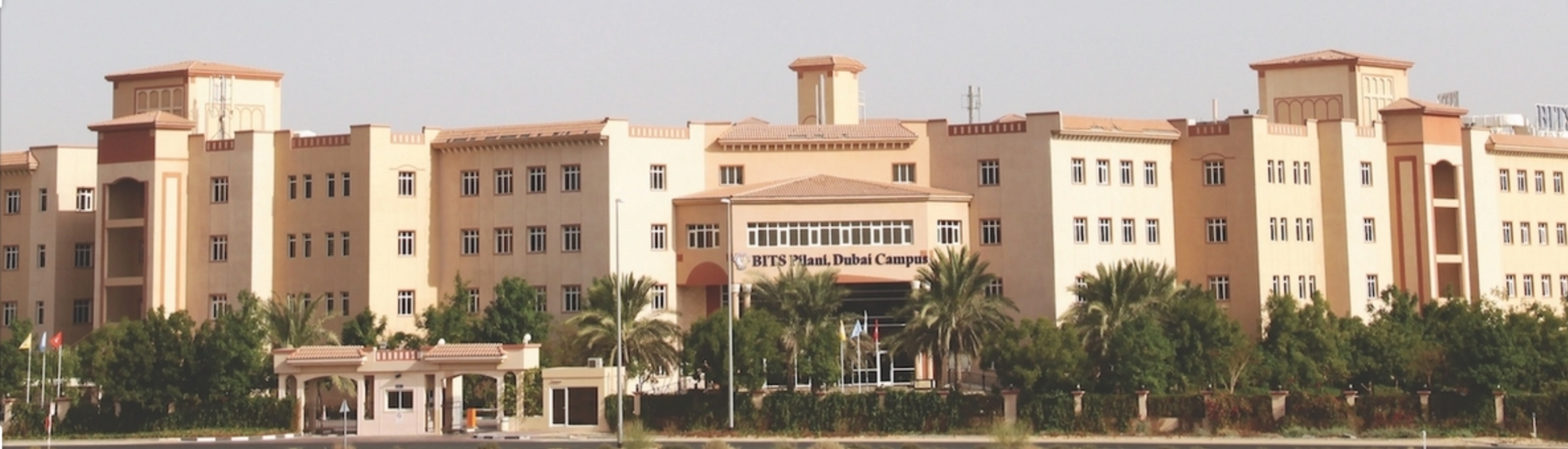
حرم BITS دبي الرئيسي
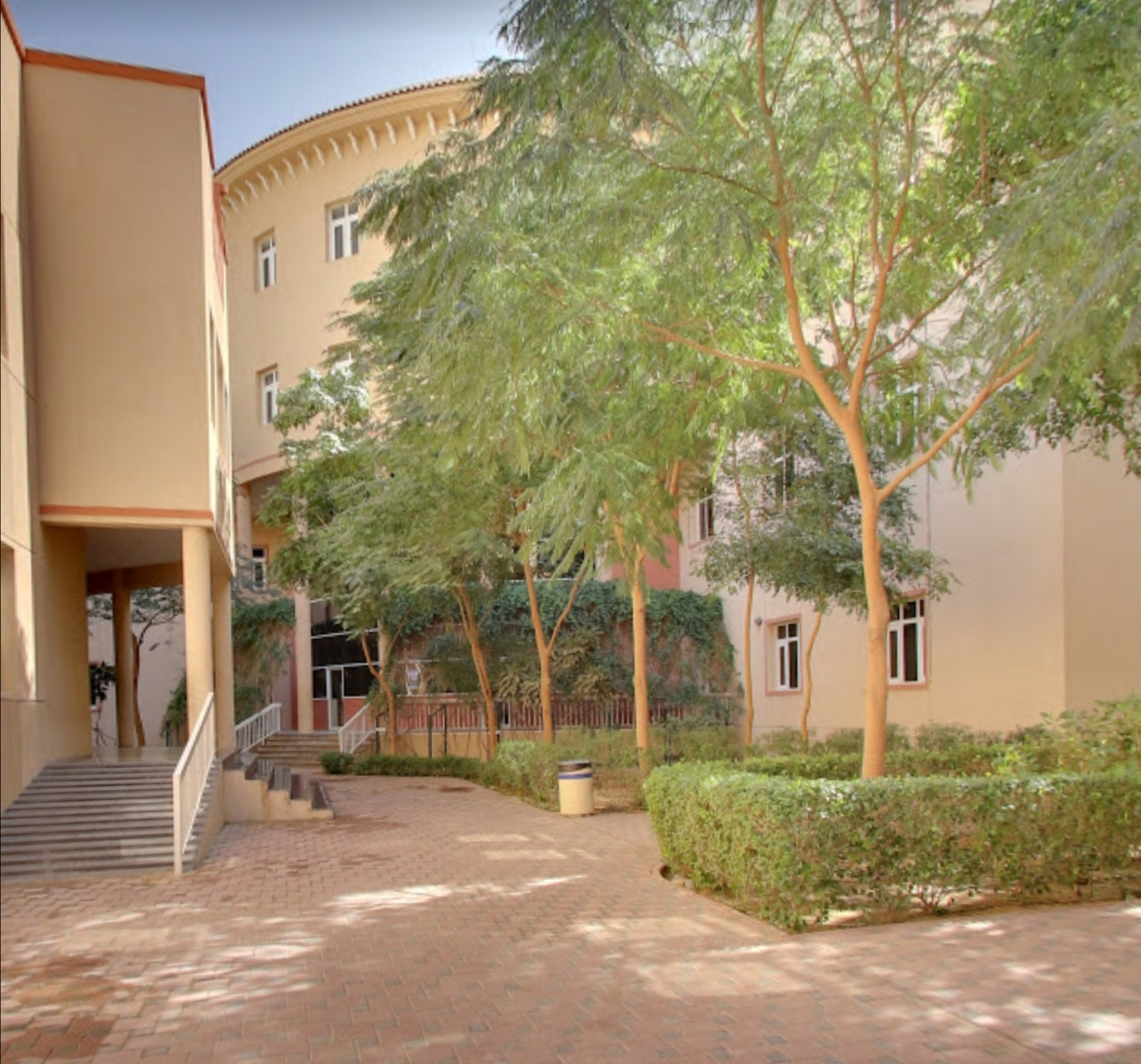
جانب من الجامعة
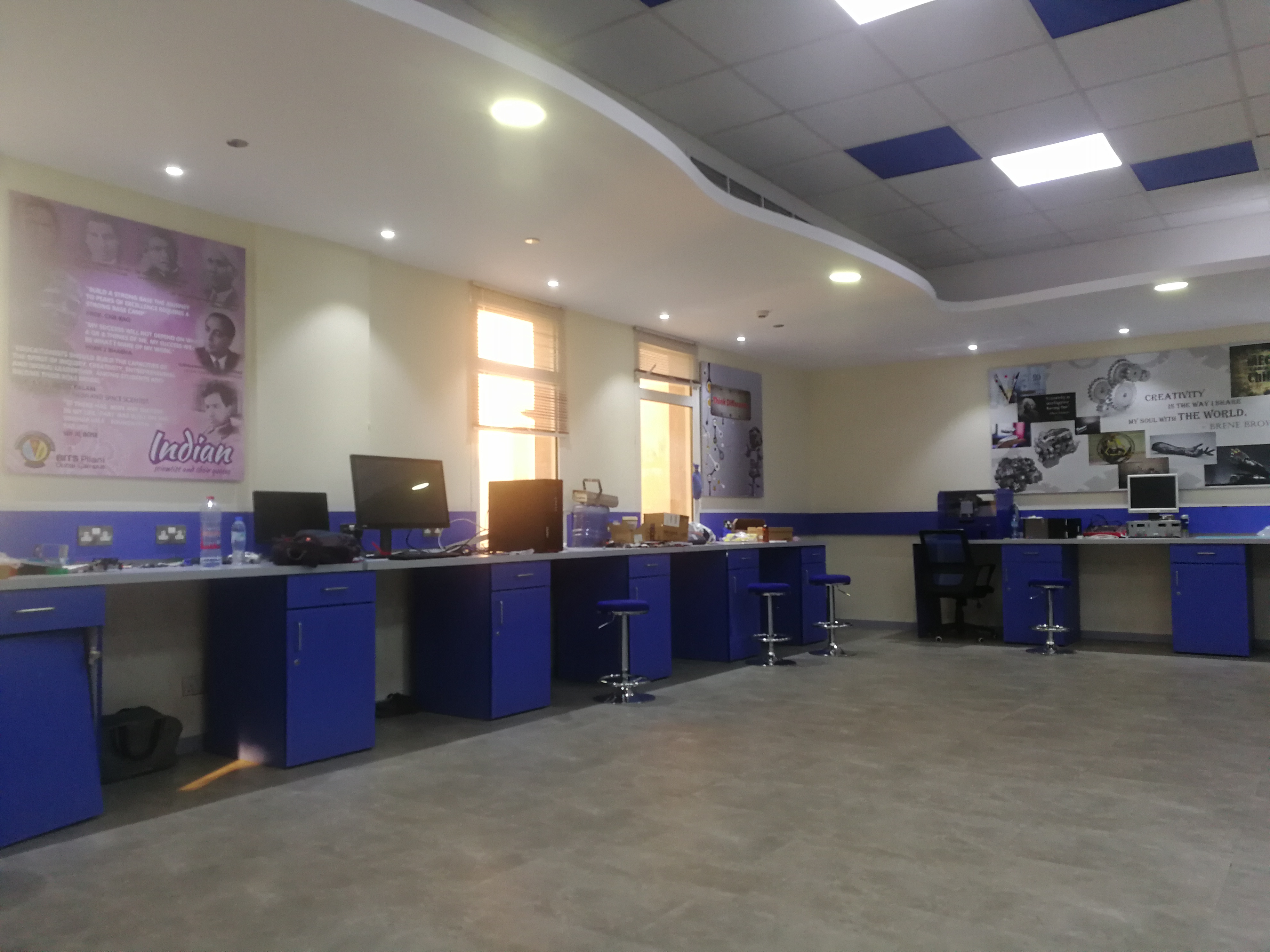
المختبر
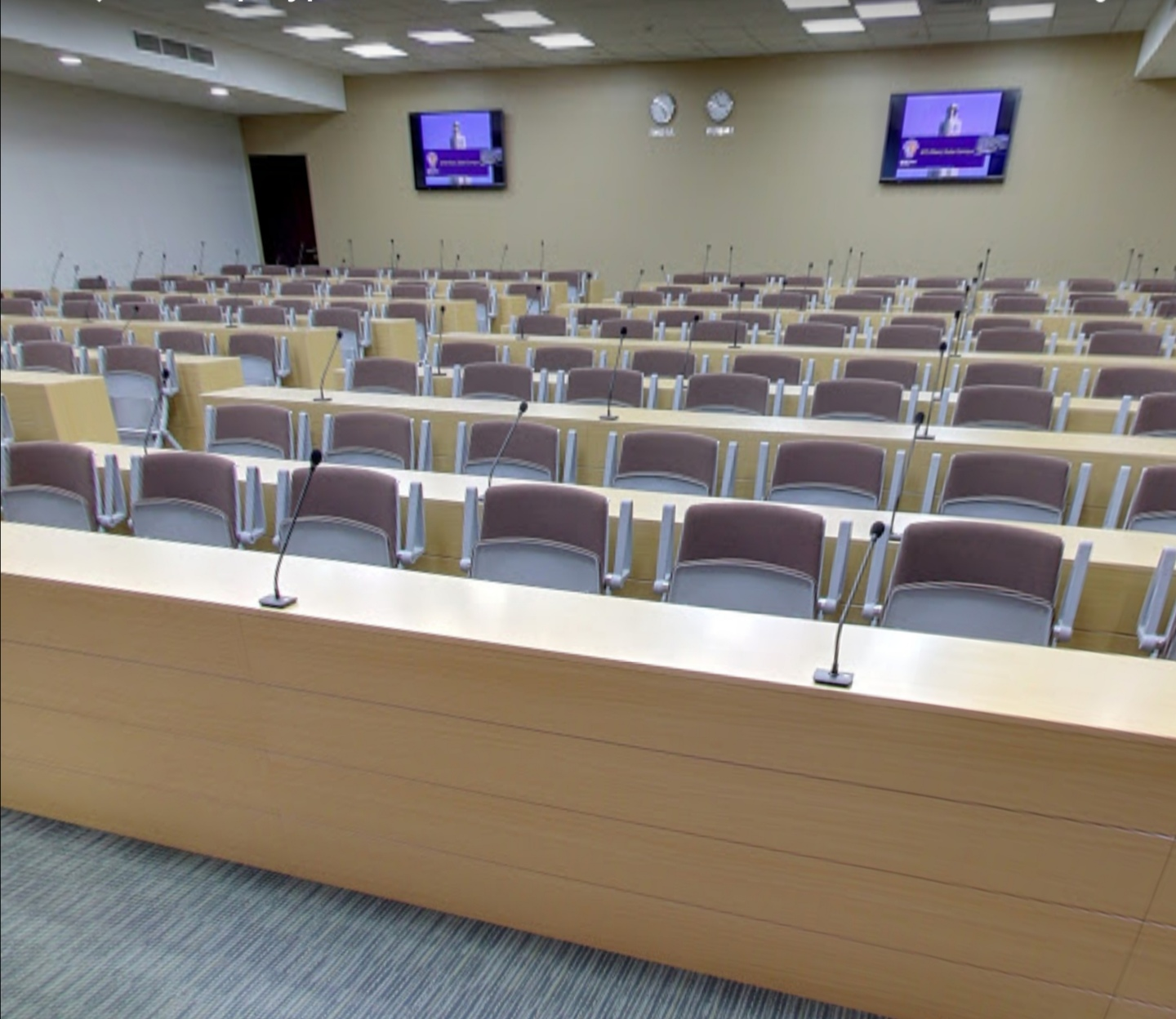
قاعة دراسية
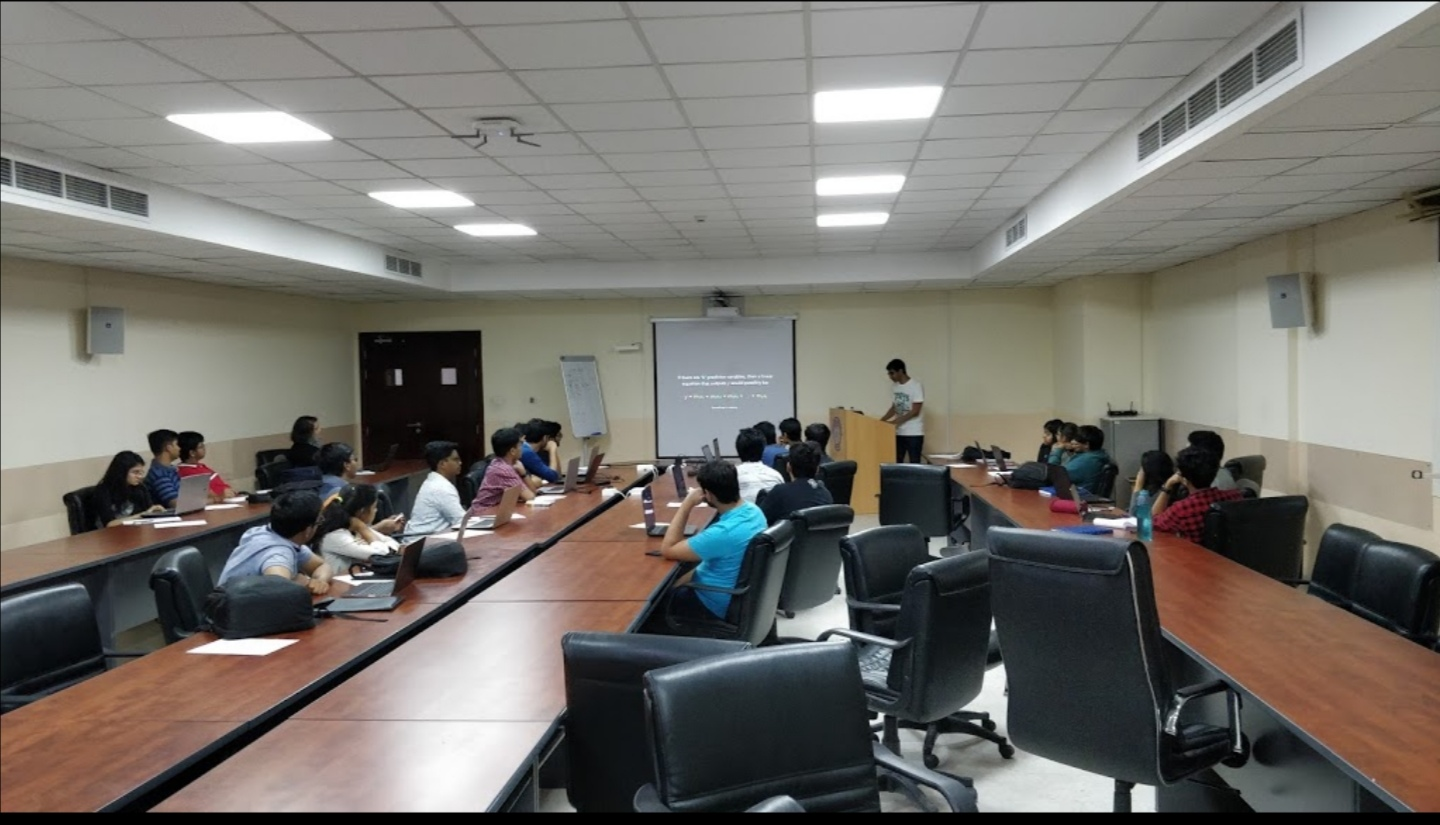
قاعة اجتماعات

## تاريخ
تأسست مؤسسة Birla Education Trust في عام 1929؛ أصبحت الكلية المتوسطة كلية جامعية وقدمت لاحقًا دورات للدراسات العليا. بدأ برنامج الماجستير في الإلكترونيات عام 1955. أصبحت بايتس بيلاني جامعة ديمد تعتبر مؤسسة بموجب المادة 3 من قانون UGC لعام 1956 بموجب الإخطار رقم F.12-23/63. يو-2 بتاريخ 18 يونيو 1964.
ولد غانشيام داس بيرلا في 10 أبريل 1894 في قرية بيلاني، في الولاية الهندية المعروفة آنذاك باسم راجبوتانا، كعضو في مجتمع ماهيشواري مارواري. وفي وقت لاحق، ورث بيرلا شركة العائلة وتوجهت لتنويعها بشكل أكبر في مجالات أخرى. أصبح الرئيس المؤسس لهاريجان سيفاك سانغ التي أسسها المهاتما غاندي في دلهي عام 1932. كان بيرلا شريكًا مقربًا وداعمًا ثابتًا للمهاتما غاندي، الذي التقى به للمرة الأولى في عام 1916. أقام غاندي في منزل بيرلا في نيودلهي خلال الأشهر الأربعة الأخيرة من حياته.
تصورًا لتطوير البنية التحتية في مسقط رأسه، أسس بيرلا كلية بيرلا للهندسة (أعيد تسميتها باسم معهد بيرلا للتكنولوجيا والعلوم في عام 1964) في بيلاني والمعهد التكنولوجي للنسيج والعلوم في بهواني من بين المؤسسات التعليمية الأخرى في عام 1943. تطورت كلتا الكليتين على مر السنين لتصبح واحدة من أفضل كليات الهندسة في الهند. أدرك الدكتور كيه كيه بيرلا، الذي تولى منصب رئيس مجلس الإدارة في عام 1983، الحاجة إلى توفير مرافق التعليم العالي من الدرجة الأولى لعدد أكبر من الطلاب الواعدين في العلوم والتكنولوجيا.
توسع معدل الالتحاق من 2500 إلى 4000 في عام 1999، وأسس الحرم الجامعي في دبي (2000) وجوا (2004). في عام 2006، استحوذت بيلاني بايتس على 81 هكتار (200 أكر) من الأراضي من حكومة ولاية أندرا براديش من خلال هيئة التنمية الحضرية في حيدر أباد لإنشاء حرم جامعي جديد. تقع الأرض في جواهرناجار، شاميربيت ماندال في منطقة رانجاردي. افتتح الحرم الجامعي بيلاني بايتس حيدر آباد في عام 2008؛ يوجد بالمدرسة أيضًا جامعة افتراضية ومركز إرشادي في بنغالور. تأسست مدرسة بايتس للإدارة (BITSoM) في يناير 2021 وتقدم ماجستير إدارة الأعمال السكنية لمدة عامين بدوام كامل. يوجد لدى BITSoM حرمها الجامعي المؤقت في Hiranandani Knowledge Park، Powai، مومباي بينما بُني الحرم الجامعي الدائم الذي تبلغ مساحته 60 فدانًا في منطقة مومباي الحضرية. بعد وفاة الدكتور كيه كيه بيرلا في عام 2008، إنتُخب الدكتور كومار مانجالام بيرلا مستشارًا ورئيسًا للوزراء. عُين شوبهانا بهراتا في منصب المستشار المؤيد.

### حرم دبي
بايتس بيلاني- دبي هو الحرم الجامعي الثاني للجامعة، حيث أُنشيء عام 2000 في حرم جامعة الغرير . كان البروفيسور إم راماشاندران هو المدير المؤسس لها. ثم نُقلت إلى قرية دبي للمعرفة، ومرة أخرى إلى حرمها الجامعي الدائم الذي يضم سكنًا للطلاب في مدينة دبي الأكاديمية العالمية في سبتمبر 2007. أُقِر من قبل وزارة تنمية الموارد البشرية، حكومة الهند ولجنة المنح الجامعية (UGC)، الهند ومرخص من قبل هيئة المعرفة والتنمية البشرية (KHDA)، حكومة دبي.

### المدينة الأكاديمية
يقع الحرم الجامعي في مدينة دبي الأكاديمية العالمية (DIAC) وعلى بعد عشرين دقيقة بالسيارة من قلب دبي ويستغرق ساعة أو ساعتين عبر وسائل النقل العام - مترو وحافلة هيئة الطرق والمواصلات في دبي .
مدينة دبي الأكاديمية العالمية هي مدينة جامعية تبلغ 1,200 هكتار (2,960 أكر) وتتكون من 27 كلية وجامعة و3 مراكز للابتكار ويلتحق بها حوالي 27500 طالب. يمكن لطلاب الكليات التأسيسية الوصول إلى وسائل الراحة مثل قاعة الطعام والقاعات السكنية والأسواق والمطاعم. 
يضم بايتس بيلاني - دبي تسعة مباني تضم النزل والمبنى الرئيسي والأقسام الأكاديمية التي تمتد على 5.7 هكتار (14 أكر):
- يحتوي المبنى الأكاديمي على قاعات محاضرات وأقسام أكاديمية وإدارية وقاعات مؤتمرات وصالات للطلاب وأعضاء هيئة التدريس وسوق صغير ومجمع رياضي وقاعة محاضرات ومختبرات فنية.
- تتكون الكتلة الميكانيكية من منطقة ورشة عمل في الطابق الأرضي ومختبرات ميكانيكية ومدنية وروبوتية ومختبرات أخرى مشتركة بين الأقسام في الطوابق الأخرى.
- يتكون مبنى المكتبة من مكتبة وغرف مناقشة ومركز أوباك وتصفح الإنترنت وغرفة أنشطة وكافتيريا.
- المعهد لديه 6 نزل في المجموع. يتكون سكن الأولاد من أربعة مباني (أ، ب، ج، د) تشترك في مرافق مشتركة بينما يتكون سكن البنات من مبنيين (ز، ح) يشتركان في مرافق مشتركة.
- تحتوي مباني النزل على قاعات طعام وقاعة للصلاة وغرفة مشتركة وغرفة ترفيه ومغسلة وصالة ألعاب رياضية.

### رياضات
يتكون الحرم الجامعي أيضًا من ملعب كرة قدم كامل الطول، وملعب كرة الريشة الداخلي، ومضمار السباق، وملعب تنس العشب، وشبكات الكريكيت، وملعب كرة السلة، وملعب الكرة الطائرة، والألعاب الداخلية وقسم الأنشطة الطلابية.

### مختبرات
تشمل المعامل الموجودة في الحرم الجامعي - مختبر الأحياء الجزيئية المتقدم، ومختبر الإلكترونيات التناظرية، ومختبر الأحياء، ومختبر الهندسة الكيميائية الأول والثاني، ومختبر اتصالات مختبر الكيمياء، ومختبر التصميم بمساعدة الكمبيوتر، ومختبر برمجة الكمبيوتر، ومختبر الخرسانة، والمختبر الإبداعي، ومختبر التصميم الرقمي، والآلات الكهربائية. مختبر، مختبر الرسومات الهندسية، مختبر بيئي، مختبر آلات السوائل، مختبر الهندسة الوراثية، مختبر نقل الحرارة، مختبر علم الأحياء الدقيقة الصناعي وهندسة العمليات الحيوية، مختبر الطرق الآلية للتحليل، مختبر الأجهزة، مرفق الحوسبة الذكية، مختبر الميكاترونكس والروبوتات، مختبر MEMS، المواد معمل الاختبارات، معمل الأحياء الدقيقة، معمل برمجة المعالجات الدقيقة والتوصيل، معمل الشبكات والأنظمة الموزعة، معمل البترول، معمل الفيزياء، معمل إلكترونيات القوى، معمل المحركات الأولية وآلات الموائع، معمل التحكم في العمليات، معمل تقنيات الإنتاج الأول والثاني، معمل الإشارة والمحاكاة ، معمل أنظمة البرمجيات، معمل هندسة ميكانيكا التربة والأساسات، معمل المساحة، معمل ظواهر النقل، معمل هندسة النقل، معمل ورشة المحركات الأولية وميكانيكا الموائع. 

## إدارة
تنقسم إدارة الكلية إلى ثمانية أقسام:
- شؤون أعضاء هيئة التدريس
- البحوث والاستشارات المدعومة
- قسم البرامج والتعاون الدولي (IPCD)
- مدرسة الممارسة
- قسم رعاية الطلاب (SWD)
- الأكاديمية - الدراسات الجامعية
- أكاديمي - الدراسات العليا والبحوث
- علاقات الخريجين

## الأقسام
يضم حرم بيتس بيلاني بدبي 10 أقسام أكاديمية:
- التكنولوجيا الحيوية
- هندسة كيميائية
- هندسة مدنية
- علوم الكمبيوتر
- الهندسة الكهربائية والالكترونيات
- العلوم العامة
- العلوم الإنسانية والاجتماعية
- مهندس ميكانيكى
- الرياضيات
- تمويل

تُقدم جميع الدورات الرئيسية والثانوية للدراسات الجامعية والدراسات العليا ضمن هذه الأقسام. تخضع مختبرات التجارب والأبحاث بالإضافة إلى المرافق الأخرى التي أُنشأت في مباني الأقسام أو طوابقها أيضًا إلى الأقسام المعنية.
تستضيف الأقسام أيضًا العديد من المؤتمرات والندوات والفعاليات البحثية مثل يوم أبحاث بايتس ومؤتمر آي.إي.إي.إي الدولي لمحاكاة النمذجة والحوسبة الذكية (MoSICom).
توجد المراكز متعددة التخصصات التالية في BPDC:
- مركز التعاون MP شارما
- مركز الابتكار والاحتضان وريادة الأعمال
- مركز الاتصالات الفضائية
- مركز التعليم العالي
- مركز التميز في الأمن السيبراني والطب الشرعي الرقمي

## برامج البكالوريوس
يقدم بايتس بيلاني دبي كامبوس برامج بكالوريوس هندسة متكاملة مدتها 4 سنوات على المستوى الجامعي. يقدم المعهد أيضًا درجة البكالوريوس المزدوجة لمدة 5 سنوات في مجالين رئيسيين. تُقدم هذه البرامج مباشرة ضمن الأقسام الأكاديمية العشرة. هيكل الدورة مرن والمناهج الدراسية تسمح للطلاب بالتسجيل في العلوم العامة والهندسة والرياضيات والإدارة والعلوم الإنسانية وغيرها من الدورات متعددة التخصصات. تُمنح أيضًا درجات ثانوية في الطيران وعلوم البيانات والمالية وعلوم المواد والروبوتات والفلسفة والاقتصاد والسياسة جنبًا إلى جنب مع درجة البكالوريوس بعد الانتهاء من الدورات الإضافية.

## برامج الدراسات العليا والبحثية
يمنح المعهد درجة الماجستير في الهندسة (ME) في مجالات هندسة التصميم والإلكترونيات الدقيقة وأنظمة البرمجيات والكهرباء (مع التخصص في إلكترونيات الطاقة ومحركات الأقراص). بعد استيفاء معايير الأهلية بحد أدنى 60% في الدرجة الجامعية المؤهلة، يُختار الطلاب من خلال اختبار القدرات والمقابلة.
تقدم BPDC أيضًا برامج ماجستير في إدارة الأعمال (MBA) للمهنيين العاملين والخريجين في مجالات الهندسة وإدارة التكنولوجيا وإدارة الخدمات الممكّنة لتكنولوجيا المعلومات.

## برامج الدكتوراه
تقدم درجات الدكتوراه وبرامج البحث في مجالات مواضيعية مختلفة على أساس دوام جزئي وبدوام كامل.
كما دخل معهد بيتس بيلاني، فرع دبي، في تعاون بحثي مع المركز الدولي للزراعة الملحية (ICBA)، دبي، الإمارات العربية المتحدة.